# Mikhàilovka (Astracan)
|  | Per a altres significats, vegeu «Mikhàilovka». |

Mikhàilovka - Михайловка (rus) - és un poble de l'óblast d'Astracan, a Rússia, segons el cens del 2021 tenia 1.070 habitants.